# MusicBee
MusicBee е свободен медия плейър за организизиране и възпроизвеждане на аудио върху Microsoft Windows операционна система.
MusicBee е свободен софтуер за лична употреба. Той е подходящ за организиране на големи музикални библиотеки, лесен е за използване и има богат набор от полезни опции.
MusicBee е базиран на BASS Audio Library.

## Основни характеристики

### Поддържани формати
Форматите поддържани от MusicBee включват освен тези, поддържани от библиотеките BASS и някои допълнителни. Това включва MP3, AAC, M4A, MPC, OGG, FLAC, APE, TAK, WV, WMA и WAV.

### Аудио CD
Поддържа се възпроизвеждане и рипване на Аудио CD (с пълна поддръжка на CD-Text). CD пиесите могат да се рипват (в бърз или в сигурен режим) като индивидуални файлове или целия албум в един файл с вградени cuesheet. Поддържа се валидиране с AccurateRip. Обложки на албуми могат да се свалят по време на рипването.

### Конвертиране
MusicBee позволява конвертиране от и към всички поддържани формати, като метаданните се запазват. Съществува опция за синхронизиране на таговете (когато изходния файл вече съществува) вместо прекодиране.
Една уникална опция е възможността да се използва Lossywav като предпроцесор за някои формати (FLAC, TAK and Wavpack), както по време на рипването, както и при кодиране на файлове. Полученият файл (с разширение lossy.flac, lossy.tak, lossy.wv) е (почти) цравним по размер с MP3 на 320 кбит/с, но е с по-високо (почти без загуба на) качество и позволява по нататъшно прекодиране (произволен брой пъти) с подобни кодеци без допълнителни загуби на качеството.

### Музикална библиотека
Музикалните файлове могат да бъдат организирани като директории на файловата система, като плейлисти или като библиотека. поддържат се повече от една библиотеки, които лесно се превключват. Могат да се дефинират филтри чрез които да се показва само част от библиотеката. Има възможност за бързо търсене в библиотеката по всякакви данни, включително такива в нестандартни тагове. Има пълна юникод поддръжка на файловите имена и метаданните в таговете.

### Организиране
Файловете могат да бъдат автоматично организирани като се преименуват и преместват в зависимост от информацията в таговете. Може да се дефинира Invalid Char Mapping (списък за заместване на невалидните символи) за да се избегне появата на невалиден (за файловата система) символ в името на файла.

### Метаданни
Многоформатния редактор на тагове позволява едновременно редактиране на много файлове, включително на плейлисти от различни файлови формати. Поддържани (за четене и писане) формати за тагове са APEv2, ID3v1 и ID3v2, Vorbis comment and WMA. RIFF тагове не се поддържат.
Има възможност за автоматично обновяване на таговете (включително на обложки и текстове) от онлайн ресурси като Muzicbrainz и FreeDB, базирано на информацията от името на файла и албума (плейлиста) или чрез интелигентно разпознаване на песента базирано на цифров звуков отпечатък.
Еднакви (или еквивалентни) таг ключове се поддържат за всички таг формати.

### Обложки
Обложки на албумите могат да се съхраняват в музикалния файл, в отделен файл в папката на албума (напр. folder.jpg) или в произволна папка. Различни типове (лице, гръб, диск и т.н.) обложки могат едновременно да се съхраняват в музикалния файл или в папката, като се дефинира тип за всяко изображение.
За намиране на обложки се използват онлайн ресурси като Amazon, Lastfm, Discogs и т.н.

## Статии
- MusicBee – Full-Featured Free Music Manager
- MusicBee, a Web-Centric Music Manager
- MusicBee is a Fast and Powerful Music Manager Архив на оригинала от 2010-03-14 в Wayback Machine.
- Free Music Player, Organizer, Tagger and More Архив на оригинала от 2010-01-29 в Wayback Machine.
- MusicBee: A Swiss Army Knife Media Manager For Your Music Collections
- MusicBee: Simple but powerful MP3 music manager[неработеща препратка]
- A Powerful Digital Music Library Manager Program Архив на оригинала от 2010-02-10 в Wayback Machine.
- Review by Manoj Chandrasekharan Архив на оригинала от 2010-03-17 в Wayback Machine.